# Aerides huttonii
Aerides huttonii är en orkidéart som först beskrevs av Joseph Dalton Hooker, och fick sitt nu gällande namn av J.H.Veitch. Aerides huttonii ingår i släktet Aerides och familjen orkidéer. Inga underarter finns listade i Catalogue of Life.